# Ihab Abdelrahman

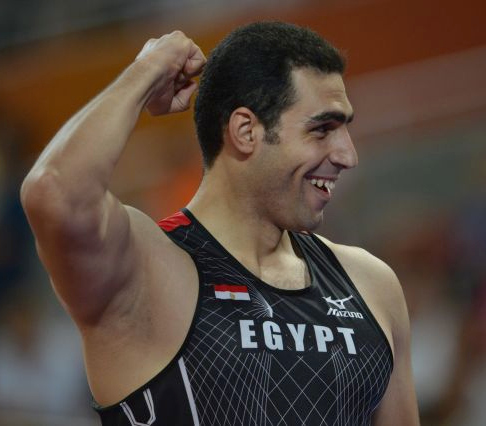
Ihab El-Sayed

Ihab El-Sayed Abdelrahman (* 1. května 1989, guvernorát Šarkíja) je egyptský oštěpař. Obsadil druhé místo na Mistrovství světa juniorů v atletice 2008, vyhrál Hry Frankofonie 2009, Mistrovství Afriky v atletice 2010 a Panarabské hry 2011, byl stříbrný na Středomořských hrách 2013 a na mistrovství světa v atletice obsadil sedmé místo v roce 2013 a druhé v roce 2015. Jeho trenérem je Petteri Piironen. V květnu 2014 na mítinku v Šanghaji hodil svůj osobní rekord 89,21 metru, což byl nejlepší výkon roku a také africký rekord do MS 2015, kde ho překonal Julius Yego. V září 2015 vyhrál Africké hry výkonem 85,37 m, čímž vytvořil rekord her. Po závodě v Barceloně v dubnu 2016 měl pozitivní test na testosteron a byla mu zakázána účast na olympiádě v Riu.